# Morderstwo w Orient Expressie (film 1974)
Morderstwo w Orient Expressie – brytyjski film kryminalny z 1974 w reżyserii Sidneya Lumeta, zekranizowany z międzynarodową obsadą na podstawie powieści Agathy Christie o tym samym tytule (1934).

## Fabuła
Detektyw Herkules Poirot po pobycie w Stambule powraca do Londynu. Podróż odbywa luksusowym pociągiem międzynarodowym Orient Express, towarzysząc swemu przyjacielowi, dyrektorowi Bianchi. W trakcie podróży w jego wagonie dochodzi do brutalnego morderstwa. Ofiarą jest mężczyzna, który wcześniej skarżył się detektywowi, że ktoś mu grozi i prosił o pomoc. Poirot rozpoczyna śledztwo, które doprowadza do nieoczekiwanego rozwiązania dotyczącego pasażerów podróżujących feralnym wagonem do Calais.  
W scenariuszu zawarto odniesienia do innych utworów literatury i kinematografii. Przesłuchiwany przez Poirota Hector McQueen (Anthony Perkins) m.in. wyznaje, że śni mu się matka. W innej scenie pokojówka Hildegarda Schmidt czyta księżnej Dragomiroff wiersz Goethego, zaczynający się od słów „Znasz li ten kraj, gdzie cytryna dojrzewa, pomarańcz blask majowe złoci drzewa?”.

## Obsada
- Albert Finney – Herkules Poirot
- Lauren Bacall – pani Hubbard
- Martin Balsam – dyr. Bianchi
- Wendy Hiller – księżna Natalia Dragomiroff
- Ingrid Bergman – Greta Ohlsson
- Vanessa Redgrave – Mary Debenham
- Michael York – hrabia Andrenyi
- Jacqueline Bisset – hrabina Andrenyi
- John Gielgud – Beddoes
- Jean-Pierre Cassel – Pierre Paul Michel, konduktor
- Rachel Roberts – Hildegarda Schmidt
- Richard Widmark – Ratchett/Cassetti
- Colin Blakely – detektyw Hardman
- George Coulouris – dr Constantine, lekarz
- Denis Quilley – Antonio Foscarelli
- Vernon Dobtcheff – konsjerż
- Jeremy Lloyd – A.D.C.
- John Moffatt – szef obsługi
- Anthony Perkins – Hector McQueen, sekretarz Ratchetta
- Sean Connery – pułkownik Arbuthnott

## Nagrody
Nagrody w 1975
- Ingrid Bergman – Oscar najlepsza aktorka drugoplanowa
- Ingrid Bergman – BAFTA najlepsza aktorka drugoplanowa
- BAFTA najlepsza muzyka
- John Gielgud BAFTA najlepszy aktor drugoplanowy

Nominacje w 1975
- Albert Finney – Oscar najlepszy aktor
- Oscar najlepszy scenariusz
- Oscar najlepsza muzyka
- Oscar najlepsze zdjęcia
- Oscar najlepsze kostiumy
- BAFTA najlepszy reżyser
- Albert Finney – BAFTA najlepszy aktor
- BAFTA najlepsza scenografia
- BAFTA najlepsze zdjęcia
- BAFTA najlepszy film
- BAFTA najlepszy montaż
- BAFTA najlepsze kostiumy

Nominacje w 1976
- Grammy najlepsza muzyka